# Serge Clerc
 (septembre 2016).
Pour les articles homonymes, voir Clerc.
Pour l’article ayant un titre homophone, voir Serge Clair.
Serge Clerc, né le 12 octobre 1957 à Roanne (Loire), est un auteur de bande dessinée et illustrateur français.

## Biographie
Les premiers dessins de Serge Clerc paraissent entre 1974 et 1975 dans un fanzine qu'il a créé, Absolutely live. Ce fanzine fut imprimé à Roanne, rue du Rivage à « Impressions et publicité », imprimerie disparue aujourd’hui. En 1975, il est recruté par le journal Métal hurlant après y avoir envoyé quelques dessins par La Poste. Jusqu'en 1987, année de disparition du titre, il y publie divers récits, ainsi que des illustrations autour du rock. Il  collabore également au magazine Rock & Folk. 
Son premier album de bandes dessinées, Le Dessinateur espion, pré-publié dans les pages de Métal hurlant, sort en 1978 suivi de Captain Futur et Mélanie White en 1979. Ces trois premiers livres au dessin réaliste s'apparentent à l'œuvre de Tardi, Moebius et Vaughn Bodé. 
En 1981, il inaugure la collection Atomium de l'éditeur belge Magic Strip avec la bande dessinée Sam Bronx et les robots. Sa première exposition à New York en novembre 1983, a lieu au club Danceteria (en).
En 1984, à la sortie du livre La Légende du Rock & Roll, l'hebdomadaire britannique New Musical Express lui commande des illustrations et des jaquettes de cassettes. Il crée le personnage du détective Phil Perfect et son alter ego Sam Bronx dans les pages du mensuel français Rock & Folk, et les reprend ensuite dans Métal hurlant.
Débutant à la plume avant de passer rapidement au pinceau, il évolue progressivement du dessin noir et blanc à la mise en couleur de ses planches, étant autodidacte sur le sujet. Le style Serge Clerc, mélange ironique de ligne claire et d'influences Art déco, lui ouvre les portes de la publicité, seul ou avec ses confrères dessinateurs Yves Chaland, Loustal, Ted Benoit, Frank Margerin, etc. La presse fait également régulièrement appel à lui pour illustrer ses pages (Libération, Le Figaroscope, International Herald Tribune, Télérama, Jazzman, Je bouquine, Phosphore, Futurs, etc.) ainsi que le monde de l'édition qui lui commande des couvertures et illustrations de livres. Dessinateur « rock », il crée le mythe de la quête de la pin-up parfaite, explorant au fil des années son idéal féminin dans ses albums et illustrations de presse. 
Depuis ses débuts, dès 1976, il illustre de nombreuses pochettes de disques pour des artistes français (Eddy Mitchell, Bijou, Thierry Hazard, etc.) et internationaux (Carmel, The Cramps, Comateens, Joe Jackson, Sugar Ray Ford, Bob Clifford, etc.) et plusieurs compilations. La publication de son premier album éponyme lui vaut d'être surnommé Le dessinateur espion dans le monde de la bande dessinée et de la presse.
Sans éditeur après la fin de Métal hurlant et la rupture de ses relations avec Albin Michel, victime également d'une crise d'inspiration, il ne publie rien durant la plus grande partie des années 1990. À la fin de la décennie, il revient à la bande dessinée avec Les Limaces Rouges (une courte histoire parue initialement dans les pages de Heavy Metal aux États-Unis) et L'Irrésistible Ascension, mêlant surréalisme, humour absurde et philosophie, publiés par les Éditions Reporter et faisant l'objet d'expositions à la galerie Médicis à Paris.
En 2008, il publie Le Journal chez Denoël Graphic, un roman graphique de 230 pages qui relate l’histoire du magazine Métal hurlant, de la fondation du titre par Jean-Pierre Dionnet jusqu’à sa disparition.
Son goût pour les personnages classiques des grands auteurs franco-belges (Hergé, Franquin, Tillieux…) lui fait réaliser en 2011 un album hommage au Spirou de Franquin avec le livre de dessins Spirou vers la modernité, où il fait figurer le personnage dans les styles de son époque, la fin des années 1950, le faisant évoluer parmi les œuvres marquantes de ces années en peinture, architecture, design.
Participant régulièrement depuis la création de l’événement aux Rencontres Chaland à Nérac, rassemblement annuel autour de la ligne claire, Serge Clerc en est l'invité d'honneur en octobre 2013.
Depuis le début des années 2010, Serge Clerc travaille avec les Éditions Dupuis sur la publication de recueils et d'intégrales rétrospectives. Spirou vers la modernité, album de dessins non narratifs autour du personnage Spirou sort en 2011, suivi de quatre volumes, les intégrales Phil Perfect en 2012, Rock en 2014, Science Fiction en 2016 et Noir en 2017,

## Publications

### Album de bande dessinée
- Le Dessinateur Espion, Les Humanoïdes Associés, 1978.
- Captain Futur, scénario de Philippe Manœuvre, Les Humanoïdes Associés, collection Pied Jaloux, 1979.
- Mélanie White, scénario de Jean-Patrick Manchette, Hachette, 1979.
- Sam Bronx et les Robots, Magic Strip, coll. « Atomium » no 1, 1981.
- Rocker !, Les Humanoïdes Associés, coll. « Métal hurlant », 1981[3].
- La Nuit du Mocambo, Les Humanoïdes Associés, 1983.
- La légende du Rock 'n 'Roll, Les Humanoïdes Associés, coll. « Sang pour sang », 1984.
- Meurtre dans le phare, scénario coécrit avec François Landon, Les Humanoïdes Associés, coll. « Eldorado », 1986.
- Participation à Les Histoires merveilleuses des Oncles Paul, Vents d'Ouest, 1986.
- Deux planches dans Les magiciens d'eau, Bandes Originales, 1987. Collectif au profit de la Fondation Balavoine.
- Manoir, scénario coécrit avec Madeleine de Mille, Albin Michel, 1988 .
- Une planche dans Fétiches, Variations-Groupe Graphique, 1991.
- L'Irrésistible Ascension, Reporter, 1999[4].
- Les Limaces rouges, Reporter, 2000[5].
- Le Journal, Denoël Graphic, 2008.
- Participation à Summer of the 80's, Dargaud, 2009.
- Participation à Rock Strips, Flammarion, 2009.
- Intégrale Phil Perfect, Dupuis, 2012.
- Intégrale Rock, Dupuis, 2014.
- Intégrale Science Fiction, Dupuis, 2016.
- Intégrale Noir, Dupuis, 2017.

### Livre de dessins
- Mémoires de l'Espion, textes de José-Louis Bocquet, Les Humanoïdes Associés, collection Autodafé, 1982.
- Dans le décor, textes de François Landon, Gilou, 1986.
- Serge Clerc, Artiste et Modèle, textes de François Landon, Albin Michel, 1987.
- Night-Clubber, Comixland, collection Affaires Intérieures, 1990.
- Nightclubbing Desperados, Champaka, 2006.
- Cinq illustrations et deux photographies dans Minimum Rock'n'Roll no 5 : Binocles, Œil de Biche & Verres Fumés, Le Castor astral, 2008.
- Participation à Les Films du Crayon, Alain Beaulet, 2009. Affiche du film imaginaire The Spy.
- Participation à Les nus du Crayon, (BDArtist(e)), 2009. Recueil de dessins des membres de l'association Le Crayon.
- Après-midi à Drouot, Le 9ème monde, 2011.
- Spirou vers la modernité, Dupuis, 2011.

### Portfolio
- Johnny Bahamas, Champaka, 1984.
- Saute dans l'action, portfolio de 15 ex-libris, Reporter, 2001.

### Illustration de livre tiers
- Ruth Rendell, Au nom du père, Futuropolis, 1985. Six illustration.
- François Sautereau, L'Orpheline de Mars, Nathan, 1998. Livre jeunesse.
- Reijo Mäki, Jussi Vareksen drinkkiopas de Reijo Mäki, Otava, Finlande, 2003.
- Une illustration dans Jean-Luc Coudray, Monsieur Mouche t. 2, Zanpano, 2005.
- Une illustration d'un poème dans Boris Vian, Je voudrais pas crever, Les Allusifs, Québec, 2008. En hommage à Martin Matje.
- Participation à Madeleine DeMille, À la frite sauvage, Alain Beaulet, 2009.
- Collectif, London Calling : 19 Histoires rock et noires, Buchet Chastel, 2010. Reprise des illustrations issues de The Clash, le dernier gang dans la ville, parues dans Métal Hurlant no 53 en juillet 1980.

## Illustration de pochette de disque
- 1977 : Eddy Mitchell, coffret de 4 x 33 tours de Eddy Mitchell, éditions Barclay
- 1978 : Hot Rock, 33 tours de Bob Clifford and the Hep Cats, éditions Honeymoon Records
- 1979 : Je pense à toi, 45 tours de Bijou, éditions Philips
- 1980 : Tales from The Cramps, 33 tours de The Cramps, éditions Cave Records
- 1981 : Late night city, 33 tours de Comateens, éditions Call Me
- 1982 : Juke box hits, Volume 2, 33 tours collectif, éditions Underdog
- 1982 : Troublez moi ce soir, 45 tours de Clap Machine, éditions Virgin
- 1983 : Willow weep for me, 45 tours de Carmel, éditions London Records
- 1983 : Bad Day, 45 tours de Carmel, éditions London Records
- 1984 : Exotic hotshots, 33 tours de Sugar Ray Ford, éditions London Records
- 1984 : More, More, More, 45 tours de Carmel, éditions London Records
- 1984 : The drum is everything, 33 tours de Carmel, éditions London Records
- 1985 : Speed connection, 33 tours de The Fleshtones, éditions I.R.S.
- 1986 : Big World, 33 tours de Joe Jackson, éditions A&M
- 1989 : Le jerk, 45 tours de Thierry Hazard, éditions CBS
- 1990 : Desperate times, Album de The Arhoolies, éditions Atmosphere music
- 2002 : Rose Bonbon, Open all night, album collectif, éditions Naïve Records

### Émission radiophonique
- En Terre Étrangère, émission spéciale Serge Clerc sur H2 Ondes. Entretien conduit par François Riche lors de la venue de l'auteur dans les studios, le samedi 22 décembre 1984.

### Documentaires
- L'Enigme Chaland de Avril Tembouret (2018, 86'). Témoignage de Serge Clerc sur Yves Chaland.